# Macunolla
Macunolla är ett släkte av insekter. Macunolla ingår i familjen dvärgstritar.
Kladogram enligt Catalogue of Life:
| Macunolla | \| \| Macunolla intorta \| \| \| \| \| \| Macunolla ventralis \| \| \| \| |
|           | \| \| Macunolla intorta \| \| \| \| \| \| Macunolla ventralis \| \| \| \| |
|           | Macunolla intorta                                                         |
|           |                                                                           |
|           | Macunolla ventralis                                                       |
|           |                                                                           |